# Zasavje
Zasavje (englische Bezeichnung: Central Sava Valley) ist der slowenische Name eines geografischen Raums in Zentralslowenien, der das als Hügelland von Zasavje bezeichnete hügelige Mittelgebirge entlang des Flusses Save zwischen dem Laibacher Becken und der Pannonischen Tiefebene umfasst. Dieses Mittelgebirge ist der zentrale Teil des Save-Hügellandes (slowenisch: Posavsko hribovje). 
Aus dem Namen wurde die offizielle Bezeichnung  Zasavska für die Statistische Region Obere Save-Gegend abgeleitet.

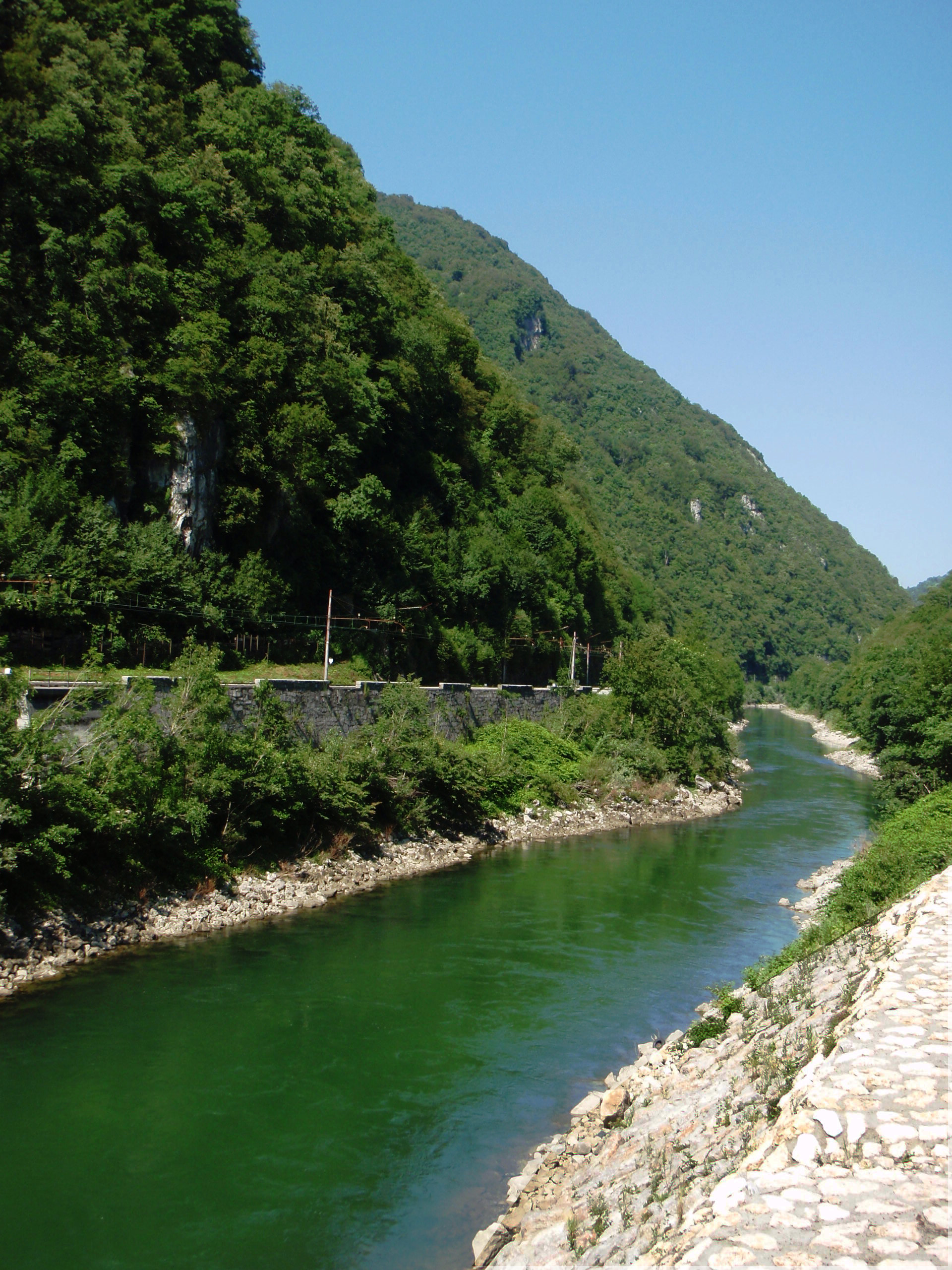
Die Save im Hügelland der Region Zasavje in Slowenien

## Geographische Lage
Die Region Zasavje ist Teil des Save-Hügellandes. Sie umfasst die Gemeindegebiete von Trbovlje, Hrastnik, Litija und Zagorje ob Savi.

## Geschichte
Das Gebiet von Zasavje entspricht nicht den historischen regionalen Grenzen. Während der österreichisch-ungarischen Monarchie gehörten der südliche und westliche Teil (Litija und Zagorje ob Savi) zum Kronland Krain, der nordöstliche Teil (Trbovlje und Hrastnik) hingegen zum Herzogtum Steiermark.
Als geographische Bezeichnung existiert der Begriff Zasavje erst seit der Zeit des  Königreichs Jugoslawien.  Er wurde 1928 vom Geographen und Reiseschriftsteller Rudolf Badjura mit dem Reiseführer „Zasavje – praktischer Reiseführer“ eingeführt.

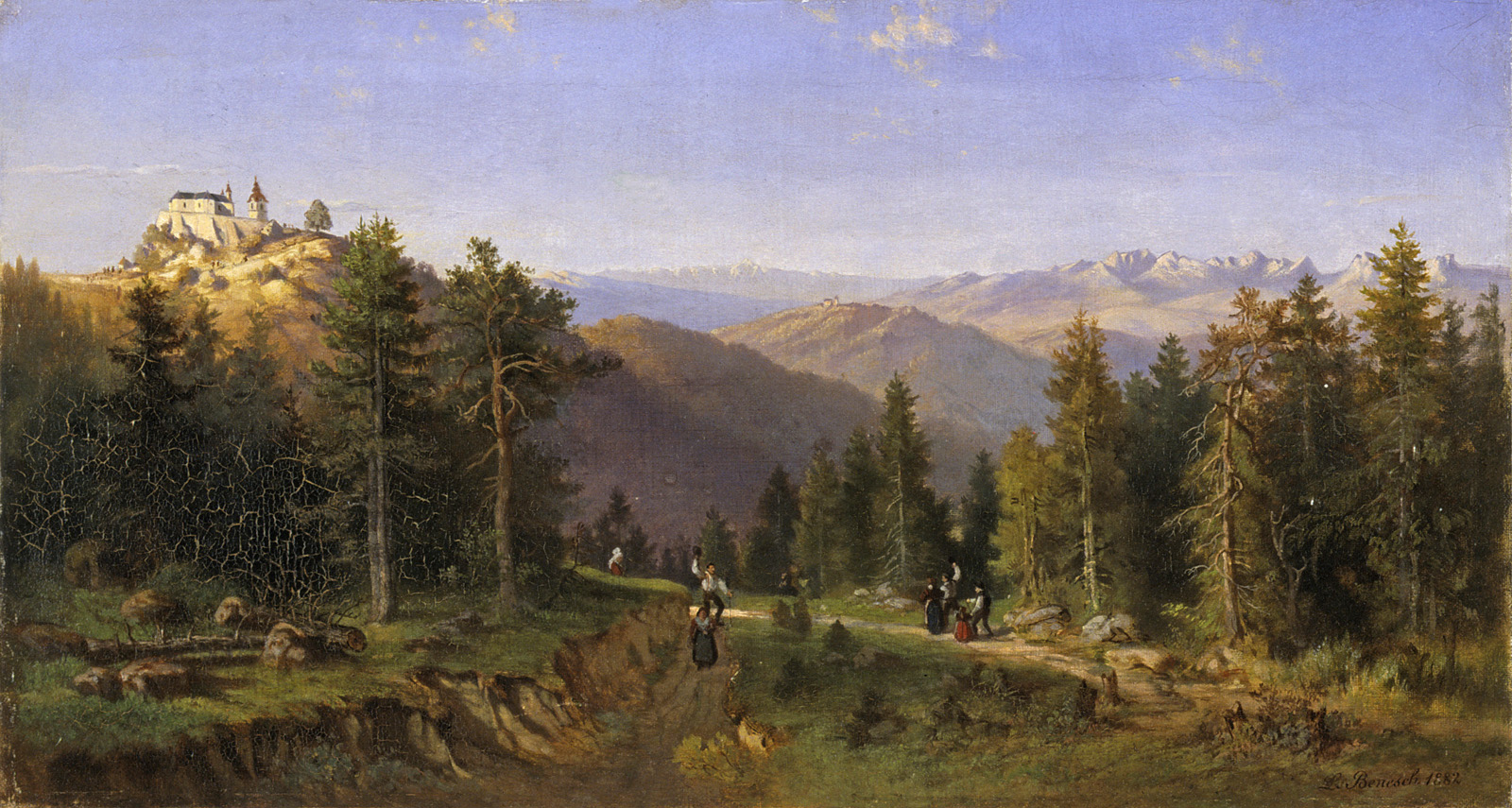
Zasavska Sveta gora (Ladislav Benesch (1882). Slow. Nationalgalerie)

## Wirtschaft
Mit der Eröffnung der Kohlebergwerke in Zagorje, Trbovlje und Hrastnik in der ersten Hälfte des 19. Jahrhunderts wurde das Gebiet des heutigen Zasavje das erste in Slowenien, das industrialisiert wurde. Darüber hinaus gab es Bleiminen in der Nähe von Litija und eine Eisenhütte in Pasjek. Bis 1873 war Zagorje mit seiner staatlichen Zink- und Bleihütte, seiner Glasfabrik, seiner Ziegelei und seinen Kalksteinbrüchen führend in der lokalen Industrie. Mit der Gründung der Trifailer Kohlenwerksgesellschaft TD (Trboveljska Premogokopna Družba) entwickelten sich Trbovlje und Hrastnik zu Kohle- und Industriestandorten.
In den 90er Jahren begann der Niedergang des Kohleabbaus. Aufgrund der im Bergbau und in der Schwerindustrie fortgefallenen Arbeitsplätze pendeln viele Bewohner täglich per Bahn oder Auto in das rund 50 Kilometer entfernte Ljubljana.

## Sehenswürdigkeiten
- Zasavska Sveta Gora (Heiliger Berg von Zasavje)
- Sehenswürdigkeiten in und um Litija
- Wandern und Radtouren in der Region[8]
- Museum und Burg Bogenšperk in Šmartno pri Litiji[9]
- Geographischer Mittelpunkt Sloweniens in Vače
- Landschaftsschutzgebiet Kum südöstlich von Trbovlje